# Caso Bruce
O Caso Bruce refere-se à morte de um cão pit bull por um ex-policial.
O cachorro saiu de casa em 30 de outubro de 2019 e, no dia seguinte, foi morto por um ex-policial.

## Antecedentes

### Bruce
Bruce, (14 de dezembro de 2014 - 31 de outubro de 2019) foi um pit bull. Sua morte foi percebida como abuso de animais e crueldade contra os animais.

## Desaparecimento
Bruce saiu de casa assim que a família chegou com o automóvel.

## O Crime
O homem foi atacado pelo pit bull que circulava pela rua enquanto passeava com seu cachorro pela Avenida Eliezer Magalhes. Ao perceber que seu telefone havia sumido, ele conseguiu escapar dos ataques e correu para seu apartamento, Segundo a polícia, o homem havia sido agredido novamente pelo animal quando voltou ao local portando uma facão e uma barra de aço, e golpeou o animal, que morreu devido a essas lesões.

## Prisão e liberdade
O Réu chegou a ser detido mas depois foi libertado para responder em liberdade.

## Repercussão
Após sua morte, Bruce recebeu várias homenagens, e no caso, uma fan art ganhou repercussão nacional e internacional e Rapidamente, causando uma onda de protestos na casa do réu. Em fevereiro de 2019, o caso serviu de embasamento para a proposta de leis mais severas contra crueldade contra animais (PL 1.095/2019), que aumentou a pena e a multa para os responsáveis crime por maus-tratos contra animais de dois para cinco anos de prisão e multa máxima de 1.000 salários mínimos, O presidente Jair Bolsonaro aprovou o projeto em setembro de 2020, transformando-o em lei.

## Consequências
O Réu foi preso novamente pelo caso e condenado a uma multa de $ 1 milhão.

## Ver Também
- Topsy
- Mary
- Chunee
- Tyke
- Laika
- Krys
- Lobo de Custer
- Tigre de Champawat
- Tragédia do Circo Vostok
- Ovelha Dolly
- Caso da cadela Preta
- Casper (gato)
- Heidi (gambá)
- Jack (gato)
- Teteia (hipopótamo)
- Marius (girafa)
- Uggie
- Cecil (leão)
- Twelves
- Caso Manchinha
- Caso Adam Toledo
- Morte de Mahsa Amini